# خوان لايرا
خوان لايرا (بالإسبانية: Juan Larrea)‏ هو لاعب كرة قدم أرجنتيني، ولد في 15 يوليو 1993. لعب مع كيلمس.

## روابط خارجية
- خوان لايرا على موقع قاعدة بيانات كرة القدم.إي يو (الإنجليزية)
- خوان لايرا على موقع Soccerway.com (الإنجليزية)